# Любовь (Гомельская область)
Любо́вь (бел. Любоў) — посёлок в Пиревичском сельсовете Жлобинского района Гомельской области Белоруссии.
На севере граничит с лесом.

## География

### Расположение
В 12 км на юго-восток от Жлобина, 2 км от железнодорожной станции Салтановка (на линии Жлобин — Гомель), 101 км от Гомеля.

## Транспортная сеть
Транспортные связи по просёлочной, а затем автомобильной дороге Бобруйск — Гомель. Планировка состоит из чуть изогнутой улицы, ориентированной с юго-запада на северо-восток и застроенной двусторонне, деревянными усадьбами.

## История
Основан в начале 1920-х годов в бывшем фольварке Новый Двор. В 1929 году жители вступили в колхоз. Согласно переписи 1959 года в составе совхоза «Пиревичский» (центр — деревня Пиревичи).

## Население

### Численность
- 2004 год — 38 хозяйств, 50 жителей.

### Динамика
- 1925 год — 21 хозяйство.
- 1959 год — 232 жителя (согласно переписи).
- 2004 год — 38 хозяйств, 50 жителей.